# Наукові дослідження в заповідниках
Наукові дослідження в заповідниках — одне з основних завдань  природних та  біосферних заповідників, метою яких є вивчення природних процесів, забезпечення постійного спостереження за їх змінами, екологічне прогнозування, розробка наукових основ  охорони природи. Для цього в заповідниках створюються наукові відділи.

## Основні завдання наукової роботи в заповідниках
У основ концепції заповідників як науково-дослідних і природоохоронних установ стояв класик російської заповідної справи, професор Московського універститету Г. О. Кожевніков. Він писав у 1928 р. в своїй класичній роботі «Як вести наукову роботу в заповідниках»:
Плануючи науково-дослідну роботу в заповідниках, необхідно насамперед мати на увазі, що кінцевою метою цієї роботи є вивчення законів еволюції органічного світу. Еволюція — процес повільний і нескінченно-тривалий (…). Отже, я вважаю найбільш важливою для науки роботою в заповідниках вивчення поступових змін організмів у зв'язку із зміною навколишнього середовища — 
До основних напрямків наукових досліджень в заповідниках належать:
1. Проведення  інвентаризації всіх  природних комплексів, їх компонентів, окремих природних об'єктів.
2. Виявлення природних комплексів, найбільш характерних для заповідника, еталонних  геосистем і відповідних їх аналогів на прилеглих територіях з метою організації споріднених досліджень.
3. Спостереження за природними процесами, ведення « Літопису природи» — основного документу, який реєструє явища і зміни, що проходять в природі заповідника; вивчення сучасного стану природних комплексів і змін в них як за природних умов, так і антропогенних.
4. Вивчення структури і закономірностей функціонування природних комплексів, діяльності окремих груп організмів і видів, впливу на них факторів середовища.
5. Розробка наукових рекомендацій, спрямованих на збереження і відновлення заповідних природних комплексів і генофонду.

Основні риси досліджень у заповідниках — тривалість, безперервність і комплексність робіт, що проводяться на одних і тих же ділянках.
Наукові дослідження в заповідниках дозволяють отримувати інформацію, необхідну для проведення оцінки впливу на навколишнє середовище (ОВНС) при проектуванні і веденні господарської діяльності, для довготривалого прогнозу природних змін умов навколишнього середовища, оперативного прогнозу несприятливих для здоров'я людини та господарської діяльності змін навколишнього середовища. Це може сприяти прийняттю адекватних рішень на глобальному та регіональному рівнях.
Головний напрям досліджень у заповідниках — дослідження за програмою «Літопису природи», які ведуться вже протягом декількох десятків років. Сутністю цього напряму служить збір даних про стан природних об'єктів заповідника, що дають в сукупності картину їх розвитку за весь період дослідження. Ведення літописів природи є обов'язковим для заповідників. «Літопис природи» — це дослідження моніторингового характеру, до розуміння необхідності яких за кордоном прийшли на кілька десятків років пізніше. Програма досліджень з «Літопису природи» постійно ускладнюється, слідуючи за потребами суспільства і зміною рівня наукових досліджень.
Серед украънських науковців справу Г.Кожевнікова розвинули члени Українського комітету охорони пам'яток природи М.І.Гавриленко, М.І.Котов та М.В.Шарлемань.

## Наукові дослідження в заповідниках і регуляційні заходи
У зв'язку з тим, що головним завданням наукової роботи заповідників є тривалі моніторингові дослідження еволюційних процесів в дикій природі і основною продукцією заповідників є інформація, одержувана в процесі пізнання законів природи, багато фахівців в області заповідної справи виступають проти проведення в природних заповідниках різних регуляційних заходів — сінокосів, санітарних рубок лісу, оптимізації гідрологічного режиму, селекційного відстрілу, регулювання чисельності тварин тощо.
Так, на думку колишнього директора Центрально-Чорноземного заповідника О. М. Краснітського, сінокосіння, рубки лісу, відстріл хижаків та інші регуляційні заходи грубо порушують ритм природних процесів і знецінюють науково-інформаційний ресурс їх природи. На відміну від експериментальних робіт, моніторингові дослідження в заповідниках не допускають будь-яких регуляцій або інших форм людського впливу. Інакше не можливо зібрати об'єктивні дані. Тому принцип невтручання ( абсолютної заповідності) у прохідні процеси в заповідниках є об'єктивною необхідністю для виконання заповідником своєї інформаційної функції та ефективного виконання покладених на заповідник науково-дослідницьких завдань. Як писав з цього приводу Г. О. Кожевніков: «У заповіднику „треба надати природу самій собі і спостерігати результати“».

## Наукові дослідження в заповідниках іетична експертиза
Наукові дослідження в заповідниках нерідко пов'язані з певним втручанням в заповідну природу. Це — закладка пробних площ, вилов і відстріл тварин у наукових цілях, маркування, збір гербаріїв, оголення коренів рослин, ґрунтові проби, обліки тварин, особливо з використанням технічних засобів. Тільки в російських заповідниках щорічно для наукових досліджень видобувається до 10 тис. великих ссавців. Величезна кількість комах гине від світлопасток, що використовуються в заповідниках. Щоб не допускати безцільної загибелі тварин і рослин в заповідниках України, у 2003 р. Державною службою заповідної справи Мінекології України була затверджена процедура етичної експертизи, основними принципами якої стали — використання гуманних методів досліджень, доцільність і альтернативність, придатність заповідної території для проведення НДП, пріоритетність НДП і її спрямованість на розвиток заповідної справи.
Етична експертиза проводиться науковими відділами заповідників або вченими радами заповідників. Вона сприяє якомога меншому використанню в заповідниках диких тварин і рослин, зведенню до мінімуму для них стресу і дискомфорту, заміні тварин комп'ютерними моделями та іншими гуманними методами досліджень.

## Науково-дослідна діяльність у заповідниках України
Науково-дослідна діяльність у заповідниках України здійснюється на основі закону «Про природно-заповідний фонд України», закону «Про наукову і науково-технічну діяльність», Положення про наукову діяльність в заповідниках і національних природних парках України, «Порядку формування та контролю за виконанням наукових досліджень в Національній академії наук України».

## Як приклади
Штат співробітників у відділах екоосвіти і науки в деяких заповідниках, підпорядкованих НАН України:
| Чорноморський        | 9   |
| Дунайський           | 6   |
| Карадазький          | 115 |
| Український Степовий | 11  |
| Луганський           | 15  |

- Луганський природний заповідник
- Кримський природний заповідник

## Ресурси Інтернету
- Рекомендации по проведению экспертной оценки (этической экспертизы) тем и методик научно-исследовательских работ, проводящихся в границах территорий природных и биосферных заповедников, национальных природных парков, региональных ландшафтных парков
- Наукові дослідження заповідних територій
- Положення про наукову діяльність заповідників і національних природних парків